# Bernard Quintin
Bernard Quintin, né en 1971, est un homme politique et diplomate belge, ministre de la Sécurité et de l'Intérieur, chargé aussi de Beliris depuis le 3 février 2025 dans le gouvernement De Wever.
Membre du Mouvement réformateur (MR), il remplace Hadja Lahbib comme ministre fédéral belge des Affaires étrangères, des Affaires européennes et du Commerce extérieur, et des Institutions culturelles fédérales le 1er décembre 2024.

## Biographie
Bernard Quintin naît à la fin de l'année 1971 en Belgique. Il obtient une licence en histoire du Moyen Âge à l'université libre de Bruxelles. Il enseigne durant quelques années en Belgique et au Mexique. Il obtient après quelques années un master en relations internationales.

### Carrière diplomatique
Fin 2001, Bernard Quintin entre comme diplomate stagiaire au ministère des Affaires étrangères. Son premier poste diplomatique est à Varsovie en Pologne, en 2001, avant l'élargissement de l'UE.
Il est envoyé au Congo en 2004 et est en poste à l’ambassade de Belgique à Kinshasa durant l'élection présidentielle de 2006 en république démocratique du Congo.
En 2011, Bernard Quintin rejoint le cabinet du ministre Olivier Chastel, jusqu'en 2012 quand il est nommé consul général au Brésil, à Rio de Janeiro,,. Il y participe à de grands évènements internationaux comme la conférence climat de Rio+20 en 2012, les Journées mondiales de la jeunesse 2013, la Coupe du monde de football 2014 et les Jeux olympiques d'été de 2016,.
En 2016, il retourne en Afrique, au Burundi, en pleine crise. Il doit faire face à des tensions importantes entre la Belgique et le Burundi, notamment relatives au troisième mandat inconstitutionnel de Pierre Nkurunziza et aux atteintes aux droits humains. Il quitte son mandat en juillet 2019,.
De retour en Belgique, il est chef de cabinet de Philippe Goffin de 2019 à 2020,,. « Grand connaisseur de l’Afrique », il devient par après directeur général adjoint Afrique du Service européen pour l'action extérieure pendant trois ans.
La Belgique le soutient comme candidat au poste de Représentant spécial de l’UE dans la région des Grands Lacs, et même s'il arrive en tête à la fin de procédure de sélection, il n'obtient pas le poste. Le Rwanda fait pression, notamment car la Belgique a refusé, ce qui est extrêmement rare, que Vincent Karega devienne ambassadeur du Rwanda, ce dernier étant accusé de traquer les opposants rwandais en Afrique du Sud.
Du 1er janvier au 30 juin 2024, Bernard Quintin est directeur des Affaires européennes durant la présidence belge du Conseil de l’Union européenne,,.

### Intérim comme ministre des Affaires étrangères
Hadja Lahbib, ministre fédérale belge des Affaires étrangères, des Affaires européennes et du Commerce extérieur, et des Institutions culturelles fédérales, obtient un poste de commissaire européenne et quitte son ministère le 30 novembre 2024. Bien qu'« inconnu du grand public », le MR choisit Bernard Quintin pour lui succéder,. Il prête serment devant le roi Philippe le 2 décembre 2024. Il doit assurer l'intérim jusqu'à l’arrivée d’un successeur désigné au sein du futur gouvernement Arizona.

### Ministre de l'Intérieur
Lors de la formation du gouvernement De Wever le 3 février 2025, Bernard Quintin devient ministre de la Sécurité et de l'Intérieur, également chargé de Beliris.

### Politique locale
Bernard Quintin est secrétaire politique du MR à Ganshoren et administrateur chez LoJeGa, société immobilière de service public qui gère les logements sociaux à Jette et Ganshoren.